# Trichopeza longicornis
Trichopeza longicornis is een vliegensoort uit de familie van de Brachystomatidae. De wetenschappelijke naam van de soort is voor het eerst geldig gepubliceerd in 1822 door Meigen.